# Wolfgang zu Castell-Rüdenhausen

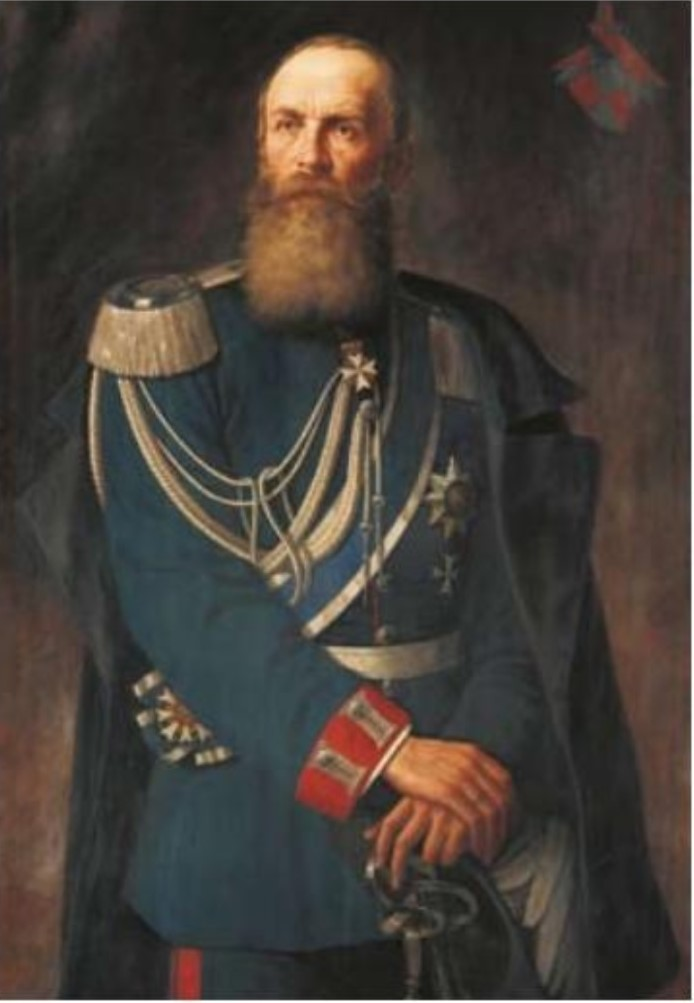
Wolfgang Graf und Fürst zu Castell-Rüdenhausen

Wolfgang August Christian Friedrich Carl Erwein Graf und Fürst zu Castell-Rüdenhausen (* 21. April 1830 in Schloss Rüdenhausen, Rüdenhausen, Unterfranken; † 13. Januar 1913 ebenda) war ein deutscher Land- und Forstwirt, Unternehmer.

## Leben
Wolfgang war Chef des alten fränkischen Adelshauses Castell-Rüdenhausen und Ehrenbürger seiner Heimatgemeinde. Er war Sohn von Ludolf Franz Adolf Friedrich Carl zu Castell-Rüdenhausen (1805–1849). Wolfgang war der Enkel von Graf Christian Friedrich (1772–1850), der nach dem Aussterben der älteren Linie Castell-Rüdenhausen 1803 die neue Linie.
1859 heiratete er mit 28 Jahren die Prinzessin Emma zu Ysenburg und Büdingen in Büdingen (1841–1926), eine Tochter des Fürsten Ernst Casimir II., Fürst zu Ysenburg und Büdingen (1806–1861) und der Gräfin Thekla zu Erbach-Fürstenau (* 9. März 1815; † 13. März 1874). Das Paar lebte im Neuen Schloss im mainfränkischen Rüdenhausen. Die fränkische Marktgemeinde Rüdenhausen wird ihm schnell zur neuen Heimat und die junge Familie gehört bald zum beliebten Ausflugsziel der Nachbarschaft. Fürst Wolfgangs Sohn Siegfried Friedrich Kasimir war ein deutscher Jurist und Diplomat.
Im März 1901 werden die Grafen Wolfgang zu Castell-Rüdenhausen und Friedrich Carl zu Castell-Castell am 80. Geburtstag des Prinzregenten Luitpold in den erblichen bayerischen Fürstenstand erhoben. Wolfgang war erblicher Reichsrat der bayerischen Krone und Mitglied der Kammer der Reichsräte des Bayerischen Landtags.
Am 13. Januar 1913 verstarb Wolfgang zu Castell-Rüdenhausen in Rüdenhausen.

## Nachkommen
- Siegfried Friedrich Kasimir (1860–1903),
- Casimir Friedrich (1861–1933) war 2. Fürst zu Castell-Rüdenhausen (ab 1913),
- Thekla (1862–1863),
- Marie (1864–1942),
- Otto Friedrich Reinhard Georg (1865–1917),
- Alexander Friedrich Lothar (1866–1928) nach der Heirat mit Ottilie Freiin von Faber nahm er 1898 den Namen Graf von Faber-Castell an,
- Luitgrad (1867–1949),
- Adelheid (1869–1871),
- Hugo Friedrich Alfred (1871–1936),
- Hermann Friedrich Julius (1872–1941),
- Wolfgang Friedrich Heinrich Philipp (1875–1930),
- Elisabeth (1879–1890).